# Judeo-arabština
Judeo-arabština či judeoarabština (hebrejsky ערביה יהודיה‎, arabija jehudija) je semitský jazyk, který odkazuje na několik variet arabského jazyka. Používali ho Židé žijící na území arabského světa, označovaní jako mizrachim.

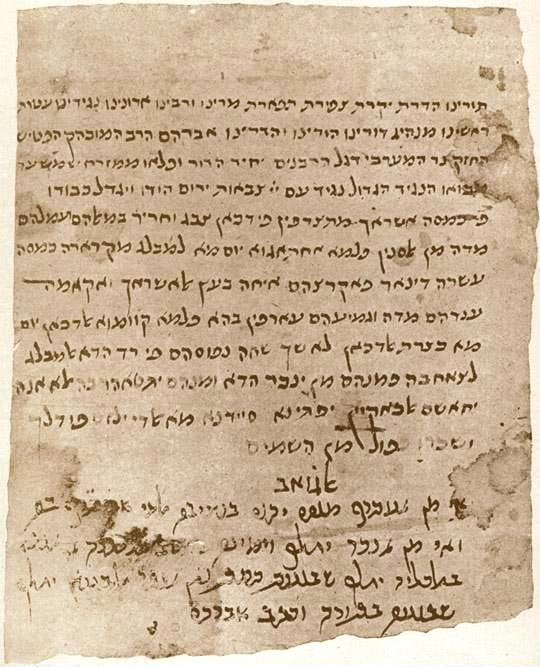
Stránka z Genizy nalezené v káhirské synagoze Ben Ezry, s textem částečně psaným v judeo-arabštině. Dopis Abrahama, syna Maimonidova. Počátek 13. století.

Většina z četných filozofických, náboženských a literárních děl mizrachim ve středověku byla psána v judeo-arabštině s diakriticky změněnou hebrejskou abecedou. Známým příkladem jsou práce Maimonida, stejně jako Kuzari od Jehudy ha-Leviho.
Významným nálezem byly spisy v genize synagogy Ben Ezry v Káhiře, které v roce 1890 objevil Solomon Schechter. Tento nález rozhodujícím způsobem přispěl k vědeckému poznání a rozvoji judeoarabštiny a kultury středomořské oblasti.
Po vyhlášení nezávislosti Státu Izrael se většina mizrachim přestěhovala ze zemí ovládaných Araby do nově založeného židovského státu. V roce 1995 uvedlo přibližně 475 000 osob v Izraeli judeo-arabštinu jako rodný jazyk, dnes však často používají hebrejštinu jako obcovací jazyk.
Ze zbývajících mluvčích v arabském světě žije přes 5 000 v Maroku a méně než 2 000 v Tunisku, přičemž v ostatních arabských zemích čítá komunita méně než 100 osob.